# Boyz n the Hood – Jungs im Viertel
Boyz n the Hood – Jungs im Viertel (Originaltitel: Boyz n the Hood) ist ein Kinofilm, der im Stadtteil South Central von Los Angeles spielt. Er kam am 12. Juli 1991 in den Vereinigten Staaten in die Kinos. Der Film, der dem sogenannten New Black Cinema zugeordnet wird, stellt eine Jugend in einem amerikanischen Problemviertel dar.

## Handlung
Der Film handelt vom Erwachsenwerden des jungen Tré Styles, der nach einer Schlägerei in der Schule von seiner Mutter zum getrennt lebenden Vater abgeschoben wird, der in South Central Los Angeles wohnt. Er findet neue Freunde in der Nachbarschaft in einer Umgebung, die von unzähligen Schießereien geprägt ist. Sein Vater erzieht ihn mit einem starken Fokus auf Verantwortungsbewusstsein.
Sieben Jahre später lebt er immer noch bei seinem Vater, mit dem er sich gut versteht. Tré hat Brandi als Freundin und will aufs College gehen. Sein Freund Ricky, ein guter Football-Spieler, hat bereits ein Baby. Als Ricky von Ferris, einem schwarzen Gang-Anführer angerempelt wird, zieht sein Bruder Doughboy, ein Drogendealer, eine Pistole und verhindert damit eine Schlägerei, provoziert jedoch Ferris. Daraufhin entsteht eine Feindschaft, und Ferris macht Doughboy ausfindig.
Nach einem Streit zwischen Ricky und Doughboy geht Ricky mit Tré davon. Auf dem Weg zum Supermarkt werden sie von Ferris und einigen seiner Freunde, die im Auto durch das Viertel fahren, entdeckt und fliehen. Als sie außer Sichtweite sind und sich in Sicherheit wähnen, trennen sich Ricky und Tré. Als Tré zurückblickt, kann er Ricky zwar noch vor Ferris’ sich nähender Bande warnen, doch Ricky wird, noch bevor er einige Meter wegrennen kann, hinterrücks erschossen.
Tré ist erschüttert und sinnt auf Rache, die er gemeinsam mit Doughboy nehmen will. Seine Freundin Brandi will ihn aufhalten, und sein Vater kann ihm zunächst ins Gewissen reden und ihm einen Revolver abnehmen, allerdings flüchtet Tré heimlich aus dem Fenster und fährt dennoch mit Doughboy und zwei weiteren Kumpels davon. Während der Fahrt kommt er zur Besinnung und steigt wieder aus. Doughboy und die beiden anderen suchen Ferris und erschießen ihn und dessen beide Freunde vor einem nächtlichen Schnellimbiss.
Am nächsten Morgen sagt Doughboy zu Tré, dass er ihm nicht böse sei, weil er ausgestiegen ist, statt Ricky zu rächen. Er wird sich der Sinnlosigkeit und Unsicherheit seines Lebens bewusst. Jedoch zu spät, zwei Wochen nach der Beerdigung seines Bruders wird auch Doughboy ermordet. Tré und Brandi gehen auf Colleges in Atlanta und entkommen so der Gewalt des Viertels.

## Hintergrund
Boyz n the Hood sollte ein realistisches Bild vom Leben der „Hood“ in Los Angeles zeichnen. John Singleton drehte dazu an Originalschauplätzen in South Central Los Angeles. Er engagierte drei lokale Gangmitglieder als Berater, die Vorschläge zu Kleidung, Sprache und Dialogen machten. Eine Reihe Komparsen wurde direkt in South Central engagiert.
Die Dreharbeiten begannen am 1. Oktober 1990 und wurden bereits am 28. November abgeschlossen. Unter den Hauptdarstellern des Films befinden sich damals noch unbekannte, später bekannt gewordene Schauspieler, so Ice Cube, Cuba Gooding Jr., Morris Chestnut, Nia Long und Angela Bassett. Ebenfalls zu sehen ist Autor und Regisseur Singleton selbst, der ein kurzes Gastspiel als Briefträger gibt.
Boyz n the Hood wurde am 31. Mai 1991 offiziell beim Filmfestival in Cannes vorgestellt. Von der Kritik für sein Drehbuch, die darstellerischen Leistungen und die Regiearbeiten anerkannt, kam der Film am 12. Juli 1991 in die US-Kinos. Er spielte über 56 Millionen US-Dollar ein.

## Kritik
„Ein mit Blickrichtung auf die Betroffenen gemachter Erstlingsfilm, der sich nicht scheut, eine Botschaft zu vermitteln, und der die richtige Sprache findet, um in den amerikanischen Ghettos gehört zu werden. Für ein nicht-amerikanisches Publikum eine gute Lektion zur Korrektur des Amerika-Bildes, die intellektuell schlicht dargeboten wird.“

## Auszeichnungen (Auswahl)
Oscarverleihung 1992
- Oscar-Nominierung in der Kategorie Beste Regie für John Singleton
- Oscar-Nominierung in der Kategorie Bestes Drehbuch für John Singleton

BMI Film & TV Awards 1992
- BMI Film & TV Award für Stanley Clarke

Image Award 1993
- NAACP Image Award in der Kategorie Bester Film

MTV Movie Awards 1992
- Nominierung in der Kategorie Bester Film, Boyz n the Hood
- MTV Movie Award in der Kategorie Bester Newcomer Regie für John Singleton

National Film Preservation Board 2002
- Aufnahme ins National Film Registry

New York Film Critics Circle 1991
- New York Film Critics Circle Award in der Kategorie Bestes Erstlingswerk für John Singleton

Political Film Society Award 1992
- Political Film Society Award für Frieden
- Nominierung für den Political Film Society Award für Exposé
- Nominierung für den Political Film Society Award für Menschenrechte

Writers Guild of America Award 1992
- Nominierung in der Kategorie Bestes Drehbuch für John Singleton

Young Artist Awards 1992
- Young Artist Award

2007 wurde Boyz n the Hood von Channel 4 zu den wichtigsten 50 Filmen gewählt, die man gesehen haben muss.